# つづ井さん
『つづ井さん』（つづいさん）は、2024年10月11日（10日深夜）から12月27日（26日深夜）まで読売テレビの「ドラマDiVE」枠で放送されたテレビドラマ。主演は藤間爽子。

## キャスト
つづ井さん
演 - 藤間爽子

Mちゃん
演 - 桜井玲香

オカザキさん
演 - 谷まりあ

橘
演 - 北村優衣

ゾフ田
演 - 木竜麻生

## スタッフ
- 原作 - つづ井著「まるごと 腐女子のつづ井さん」（文春文庫） / 「裸一貫! つづ井さん」（文藝春秋）[1][2]
- 脚本 - 竹村武司[1][2]
- 監督 - 高橋名月、のむらなお、安村栄美[1][2]
- 音楽 - 桶狭間ありさ
- オープニング主題歌 - 詩羽「人間LOVER」（ATLANTIC JAPAN / WARNER MUSIC JAPAN）[3]
- エンディング主題歌 - にしな「ねこぜ」（WARNER MUSIC JAPAN）[3]
- チーフプロデューサー - 福田浩之、中村優子（murmur）
- プロデューサー - 田渕草人、佐藤慎太郎（murmur）、菊地陽介（レプロエンタテインメント）、本田七海（レプロエンタテインメント）、中山喬詞、吉田卓麻、尾形直樹
- 制作プロダクション - murmur[1][2]
- 制作協力 - レプロエンタテインメント[1][2]
- 製作 - 「つづ井さん」製作委員会（読売テレビ、murmur、HIKE）

## 放送日程
| 話数   | Episode   | 放送日   | サブタイトル                       | サブタイトル                                              | 監督       |
| ------ | --------- | -------- | ---------------------------------- | --------------------------------------------------------- | ---------- |
| 第1話  | Episode1  | 10月11日 | つづ井さんの楽しすぎる夜           | 全て実話!究極HAPPYな推しライフ                            | 高橋名月   |
| 第1話  | Episode2  | 10月11日 | この度、推しができました           | 全て実話!究極HAPPYな推しライフ                            | 高橋名月   |
| 第2話  | Episode3  | 10月18日 | つづ井さん、主張する               | つづ井の主張!推しにお金を使わせてくれ!                    | 高橋名月   |
| 第2話  | Episode4  | 10月18日 | 推しにお金を使わせてくれ           | つづ井の主張!推しにお金を使わせてくれ!                    | 高橋名月   |
| 第3話  | Episode5  | 10月25日 | 虚無                               | サプライズバースデー&鼻イヤフォン!                        | 高橋名月   |
| 第3話  | Episode6  | 10月25日 | オカザキさんのサプライズバースデー | サプライズバースデー&鼻イヤフォン!                        | 高橋名月   |
| 第4話  | Episode7  | 11月01日 | つづ井さんは当て馬になりたい       | 誕生日じゃない日にサプライズ!?                            | 高橋名月   |
| 第4話  | Episode8  | 11月01日 | ゾフ田の誕生日じゃない日           | 誕生日じゃない日にサプライズ!?                            | 高橋名月   |
| 第5話  | Episode9  | 11月08日 | 橘の怖い話                         | 前世からの友の怖い話                                      | のむらなお |
| 第5話  | Episode10 | 11月08日 | オカザキさんと花火                 | 前世からの友の怖い話                                      | のむらなお |
| 第6話  | Episode11 | 11月15日 | ゾフ田、トレカ沼にハマる           | トレカ沼から救え!&受け攻め議論!                           | のむらなお |
| 第6話  | Episode12 | 11月15日 | Mちゃんと攻め受け議論              | トレカ沼から救え!&受け攻め議論!                           | のむらなお |
| 第7話  | Episode13 | 11月22日 | 無敵のつづ井さん                   | 無敵のつづ井さん                                          | のむらなお |
| 第7話  | Episode14 | 11月22日 | 担当さんからのプレゼント           | 無敵のつづ井さん                                          | のむらなお |
| 第8話  | Episode15 | 11月29日 | つづ井さん、握手会の練習をする     | 握手会の練習&何でもない日                                 | 安村栄美   |
| 第8話  | Episode16 | 11月29日 | 私たちの何でもない日               | 握手会の練習&何でもない日                                 | 安村栄美   |
| 第9話  | Episode17 | 12月06日 | 夢小説『通り雨』                   | 現実!?非現実!?つづ井さんワールド全開                      | のむらなお |
| 第9話  | Episode18 | 12月06日 | ダンス披露＆特典お渡し会の記録     | 現実!?非現実!?つづ井さんワールド全開                      | のむらなお |
| 第10話 | Episode19 | 12月13日 | 私たちが初めて出会った日           | バラバラだった5人の人生が結ぶ聖夜の奇跡…これはきっと運命― | 安村栄美   |
| 第11話 | Episode20 | 12月20日 | ゾフ田のサプライズバースデー       | リベンジ!サプライズバースデー開催!                        | 安村栄美   |
| 最終話 | Episode21 | 12月27日 | 推しとの再会                       | これが私たちの日常!毎日不思議なくらい 生きるのが楽しい～! | 安村栄美   |
| 最終話 | Episode22 | 12月27日 | つづ井さんと壁                     | これが私たちの日常!毎日不思議なくらい 生きるのが楽しい～! | 安村栄美   |

## 放送局
| 放送期間                      | 放送時間                     | 放送局           | 対象地域   | 備考   |
| ----------------------------- | ---------------------------- | ---------------- | ---------- | ------ |
| 2024年10月11日 - 12月27日     | 金曜 0:59 - 1:29（木曜深夜） | 読売テレビ       | 近畿広域圏 | 制作局 |
| 2024年10月13日 - 12月29日     | 日曜 1:00 - 1:30（土曜深夜） | 福岡放送         | 福岡県     |        |
|                               | 日曜 1:30 - 2:00（土曜深夜） | 鹿児島讀賣テレビ | 鹿児島県   |        |
| 2024年10月17日 - 2025年1月2日 | 木曜 1:29 - 1:59（水曜深夜） | 中京テレビ       | 中京広域圏 |        |